# Bobby Hackett (nadador)
Bobby Hackett (Estados Unidos, 15 de agosto de 1959) es un nadador estadounidense retirado especializado en pruebas de larga distancia estilo libre, donde consiguió ser subcampeón olímpico en 1976 en los 1500 metros.

## Carrera deportiva
En los Juegos Olímpicos de Montreal 1976 ganó la medalla de plata en los 1500 metros estilo libre, con un tiempo de 15:03.91 segundos, tras su compatriota Brian Goodell  que batió el récord del mundo con 15:02.40 segundos.
Y en el Campeonato Mundial de Natación de 1978 celebrado en Berlín, ganó el oro en los relevos de 4x200 metros libre y el bronce en los 1500 metros libre.